# Runkesten

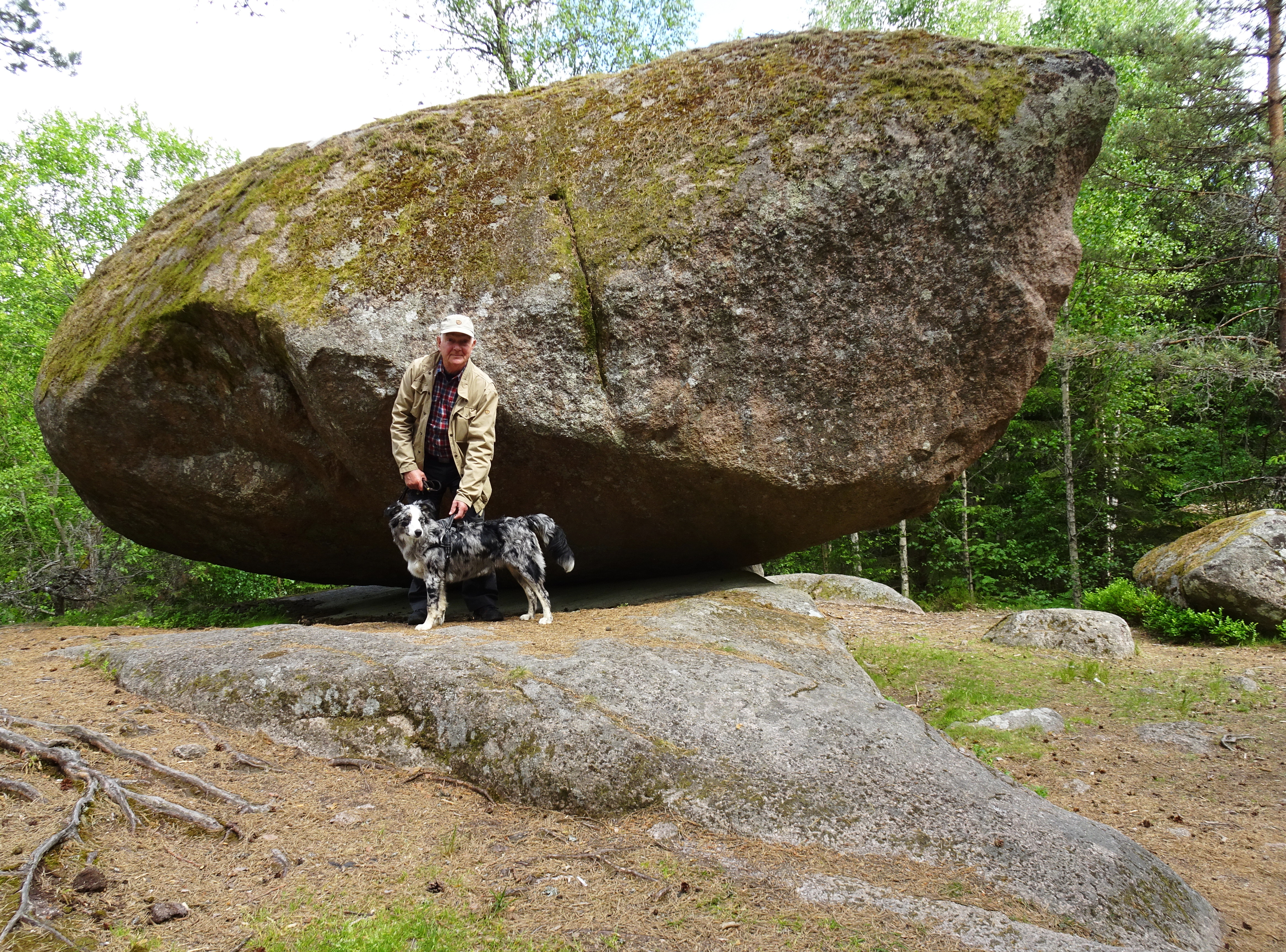
Runkesten, Rumskulla, 2016.

En runkesten är ett flyttblock som går att "vagga" enbart med hjälp av handkraft. Förledet runka betyder "gunga", "vagga".

## Allmänt
Anledning till uppkomsten av runkestenar är bland annat rörelsen på inlandsisen som under senaste istiden skrapade loss stora stenblock och flyttade dem med sig. Under avsmältningen sjönk dessa flyttblock till marken. Somliga hamnade med sin spetsiga sida på en plan berghäll i ett instabilt läge och går att vagga några centimeter fram och tillbaka.

## Runkestenen i Vimmerby kommun

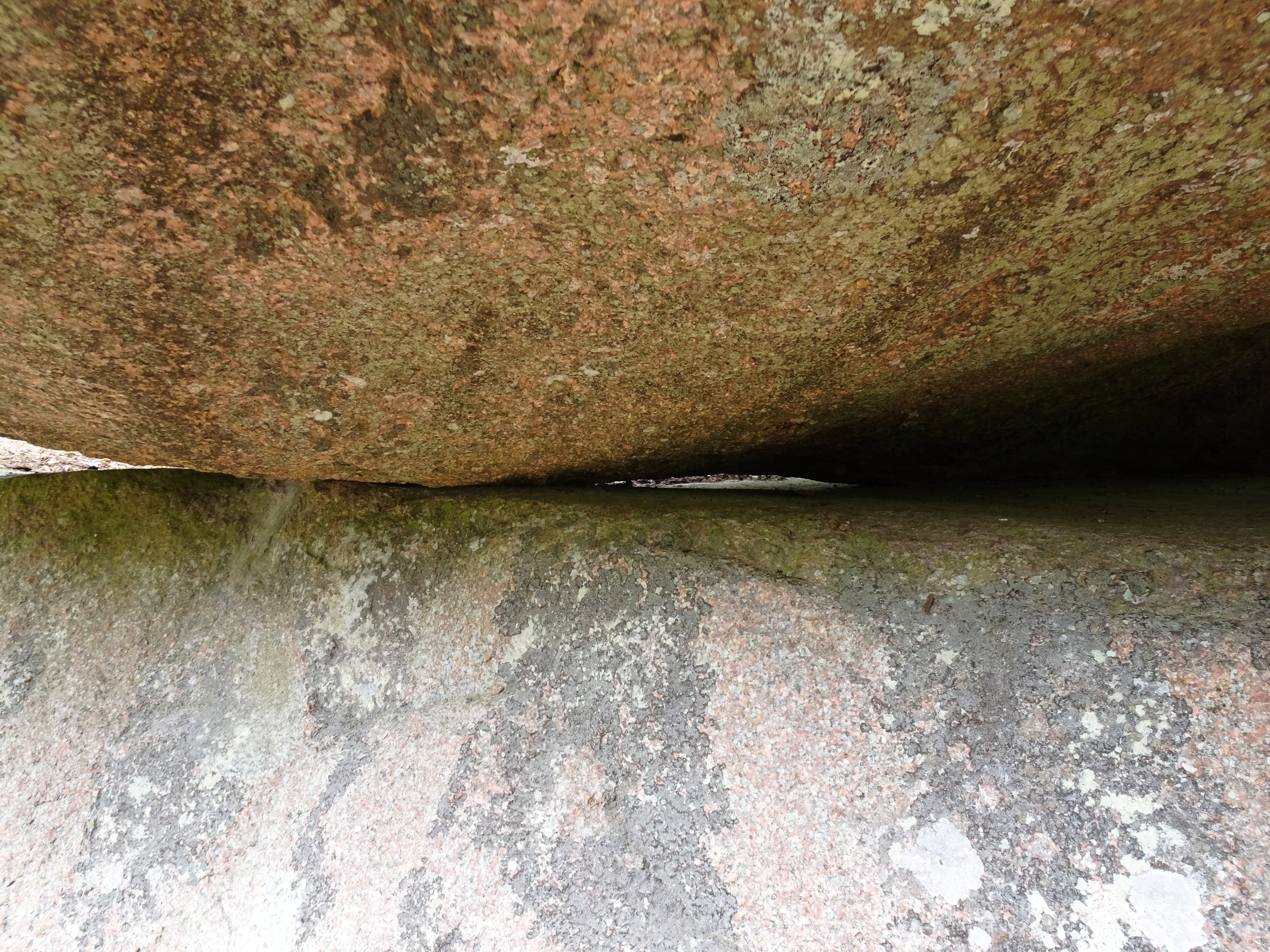
Stenens upplagsyta.

Runkesten är även namnet på ett flyttblock i Rumskulla socken, Vimmerby kommun, Småland, som sägs vara en av världens största runkestenar. Den är cirka 5 meter hög, 4 meter bred och 10 meter lång och väger ungefär 260 ton. Stenen är sedan 1956 ett skyddat naturminne (RAÄ-nummer Rumskulla 51:1).
Enligt en sägen var det jättekvinnan Kåra, som kastade en sten från "Harekulla höjd" i Pelarne socken mot Rumskulla kyrka sedan hon blev störd av kyrkklockornas ljud. Stenen sprack och den ena halvan hamnade vid Krogstorp i Pelarne och den andra halvan, Runkesten, i Rumskulladalen. Enligt sägnen skall Kåra en gång komma tillbaka och förgöra den som välter Runkesten från sin plats.